# FC Kitzbühel
FC Kitzbühel is een in 1930 opgerichte voetbalclub uit de stad Kitzbühel dat ligt in de Oostenrijkse deelstaat Tirol. De kleuren van de vereniging zijn groen-geel. Thuiswedstrijden worden gespeeld op Sportplatz Kitzbühel-Langau

## Geschiedenis
De voetbalvereniging werd in 1930 opgericht als Kitzbüheler Sportclub (KSC). Na de Tweede Wereldoorlog werd de club heropgericht. 
In 2014 promoveerden de groen-gelen vanuit de Tirol-Liga naar het hoogste amateurniveau van Oostenrijk: de Regionalliga. Deze promotie, samen met het bereiken van de finale van de beker van Tirol (Tiroler Cup) in 2014, wordt gezien als een van de grootste successen van de club uit de historie.